# Тлауицкальпантекутли
Тлауицкальпантекутли, также Тлауискальпантекутли и Тла'уискальпантекутли (науатль tlāhuizcalpan «вниз» + tecuhtli «господин, повелитель») — одно из основных божеств ацтекской мифологии, олицетворяющее утреннюю звезду Венеру. Тлауицкальпантекутли — один из 13 Повелителей дня, отвечающий за 12 дней тресена ацтекского календаря.

## Мифология
Тлауицкальпантекутли играет важную роль в сотворении Тонатиу — Пятого солнца в космогонической мифологии.
В «Memoriales» Торибио де Бенавенте и «Кодексе Чимальпопоки» сказано, что тольтекский правитель Топильцин Кецалькоатль стал утренней звездой после смерти. Кецалькоатль бросается в костёр, украсив свои регалии. Его пепел взмывал вверх, в жертву приносились множество красивых птиц, пока дух Кетцалькоатля покидал его сердце и, наконец, стал частью неба.
В «Анналах Куаутитлана» указывается дата его смерти — 1 Тростник из 52-летнего цикла от дня его рождения.
Во второй части «Кодекса Чимальпопоки» («Легенды о Солнцах») Тлауицкальпантекутли разозлился, когда бог солнца Тонатиу не проплыл по небу после сотворения, и выстрелил в Тонатуиу дротиком атлатля, но промахнулся и оказался ранен дротиком Тонатиу. В этот момент бог утренней звезды Тлауицкальпантекутли превратился в бога камня и холода Ицтлаколиуки. Тогда остальные боги Тескатлипока, Уицилопочтли, Ночпаллиикуэ, Япалликуэ, Шочикецаль принесли себя в жертву в Теотиуакане, чтобы солнце вновь поплыло по небу. Это дало начало новой эпохе.
Тлауицкальпантекутли — один из четырёх богов, кто поддерживает небо и связан с восточным направлением.

## Поверия

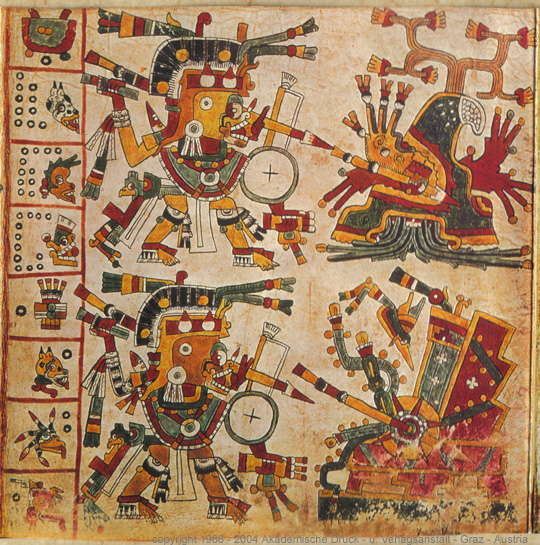
Тлауицкальпантекутли на 10 странице Кодекс Коспи

Считалось, Тлауицкальпантекутли вредит людям, стреляя дротиками. Согласно «Анналам Куаутитлана», после своей смерти Топильцин Кецалькоатль провёл 4 дня в Миктлане, где создавал дротики, прежде чем стать утренней звездой.
Анналы называют его жертв по дням ацтекского календаря:
- 1 Аллигатор — пожилые люди;
- 1 Ягуар, 1 Олень и 1 Цветок — маленькие дети;
- 1 Тростник — знатные люди;
- 1 Смерть — все;
- 1 Движение — молодые люди;
- 1 Дождь — нет дождя;
- 1 Вода — засуха.

## Календарь
Будучи повелителем 12 дня в священном ацтекском календаре «Тональпоуалли» Тлауицкальпантекутли также отвечает за тресену, начинающуюся на 1 Змея и заканчивающуюся на 13 Движение. В этом он связан с богом огня Шиутекутли.